# 南浔张静江故居
南浔张静江故居又名尊德堂，是中国国民党元老张静江在家乡中国浙江省湖州市南浔镇东大街的出生地和故居。

## 历史
由其父南浔巨富张宝善建于清光绪二十四年（1898），共三进，均为五开间，现正厅尊德堂为复原陈列，二厅、三厅用于展示张静江生平。1990年代南浔镇政府转请寓居台湾的陈立夫题写了大门外侧门额。
尊德堂与一般江南大宅院格局类似，而以众多的名人题字著称。大门、二门内侧的砖雕门额上分别为周梦坡题写的“世守西铭”和“有容乃大”，正厅上悬挂有张謇题写的黑漆金字“尊德堂”堂匾，中堂画系谢公展所绘，两侧是孙中山题写的对联“满堂花醉三千客，一剑霜寒四十州”，前抱柱联为谭延闿题写的“立德践行当四科之首，懿文硕学为百氏之宗”，后抱柱联为翁同龢题写的“世上几百年旧家无非积德，天下第一件好事还是读书”。二厅、三厅陈列着张静江手书赠给陈立夫的两副对联：“铁肩担道义，棘手著文章”、“树好频移榻，谢傅已登山”。

## 图集
- 大门外侧
- 大门内侧砖雕门楼
- 大厅（尊德堂）堂匾
- 大厅梁架
- 大厅前廊梁架
- 二厅外侧
- 二厅梁架
- 三厅外侧
- 三厅梁架